# Mohnyin
Mohnyin (burmesiska: မိုးညှင်း) är en stad i Myanmar. Den ligger i delstaten Kachin och kommunen Mohnyin i den norra delen av landet. Folkmängden uppgår till lite mer än 30 000 invånare.
Orten ligger vid järnvägen mellan Mandalay och Myitkyina. Järnvägen började byggas 1890 under namnet Mu Valley Railway och järnvägen upp till Mohnyin invigdes i oktober 1893.